# Хуґлі
Гу́ґлі (бенг. হুগলী, гінді हुगली नदी, англ. Hooghly або Hoogli) або Бгаґіратгі-Гуґглі (якщо рахувати Бгаґіратгі) — рукав Гангу довжиною близько 260 км в індійському штаті Західний Бенгал.
Гуґлі утворюється в місці злиття інших рукавів дельти Гангу — Бгаґіратгі і Джаланґі, хоча часто Бгаґіратгі вважається його частиною. Річка повноводна та судноплавна на всьому протязі. При впаданні у Бенгальську затоку утворює естуарій шириною до 30 км. На річці відсувається вплив припливів. Під час вологого сезону рівень в рукаві може підніматися на 3 метри.
На Гуґлі розташоване велике число міст, найбільші з яких Колката, Гаура та Камаргаті. На берізі річки також побудована фортеця Форт-Вільям, один з центрів Британської Ост-Індської компанії, що свого часу дав подальший розвиток всієї Колькаті. Через річку перекинуто декілька крупних мостів.